# Stoote (Hückeswagen)
Stoote ist eine Ortschaft in Hückeswagen im Oberbergischen Kreis im Regierungsbezirk Köln in Nordrhein-Westfalen (Deutschland).

## Lage und Verkehrsanbindung
Stoote liegt im südwestlichen Hückeswagen an der Grenze zu Wermelskirchen und Remscheid in der Nähe von Scheideweg. Weitere Nachbarorte sind Maisdörpe, Dreibäumen, Strucksfeld und Kurzfeld. Die Ortschaft liegt an der Landesstraße L 101 zwischen Scheideweg und Dreibäumen.
Der Ort liegt im Quellgebiet des Bachs Dörpe, der in seinem späteren Verlauf in die Wuppertalsperre mündet. Das Gelände des Golfplatzes Dreibäumen umgibt Stoote auf drei Seiten. Teilflächen des Geländes sind als Ausgleichsflächen besonders geschützt und sind Teile des Naturschutzgebietes Dörpetal und Quellsiefen. Obwohl der Golfplatz anders benannt ist, steht in Stoote das Golfhotel und Clubhaus der Anlage.

## Geschichte
1481 wurde der Ort das erste Mal in einer Spendenliste für den Marienaltar der Hückeswagener Kirche urkundlich erwähnt. Schreibweise der Erstnennung: zum Stoote.
Im 18. Jahrhundert gehörte der Ort zum bergischen Amt Bornefeld-Hückeswagen. 1815/16 lebten 60 Einwohner im Ort. 1832 gehörte Stoote unter dem Namen Stote der Großen Honschaft an, die ein Teil der Hückeswagener Außenbürgerschaft innerhalb der Bürgermeisterei Hückeswagen war. Der laut der Statistik und Topographie des Regierungsbezirks Düsseldorf als Weiler kategorisierte Ort besaß zu dieser Zeit acht Wohnhäuser und 16 landwirtschaftliche Gebäude. Zu dieser Zeit lebten 68 Einwohner im Ort, allesamt evangelischen Glaubens.
Im Gemeindelexikon für die Provinz Rheinland werden für 1885 sechs Wohnhäuser mit 32 Einwohnern angegeben. Der Ort gehörte zu dieser Zeit zur Landgemeinde Neuhückeswagen innerhalb des Kreises Lennep. 1895 besitzt der Ort sechs Wohnhäuser mit 32 Einwohnern, 1905 fünf Wohnhäuser und 32 Einwohner. 2018 hat der Ort 13 Wohnhäuser und 50 Einwohner, allersamt christlichen Glaubens.

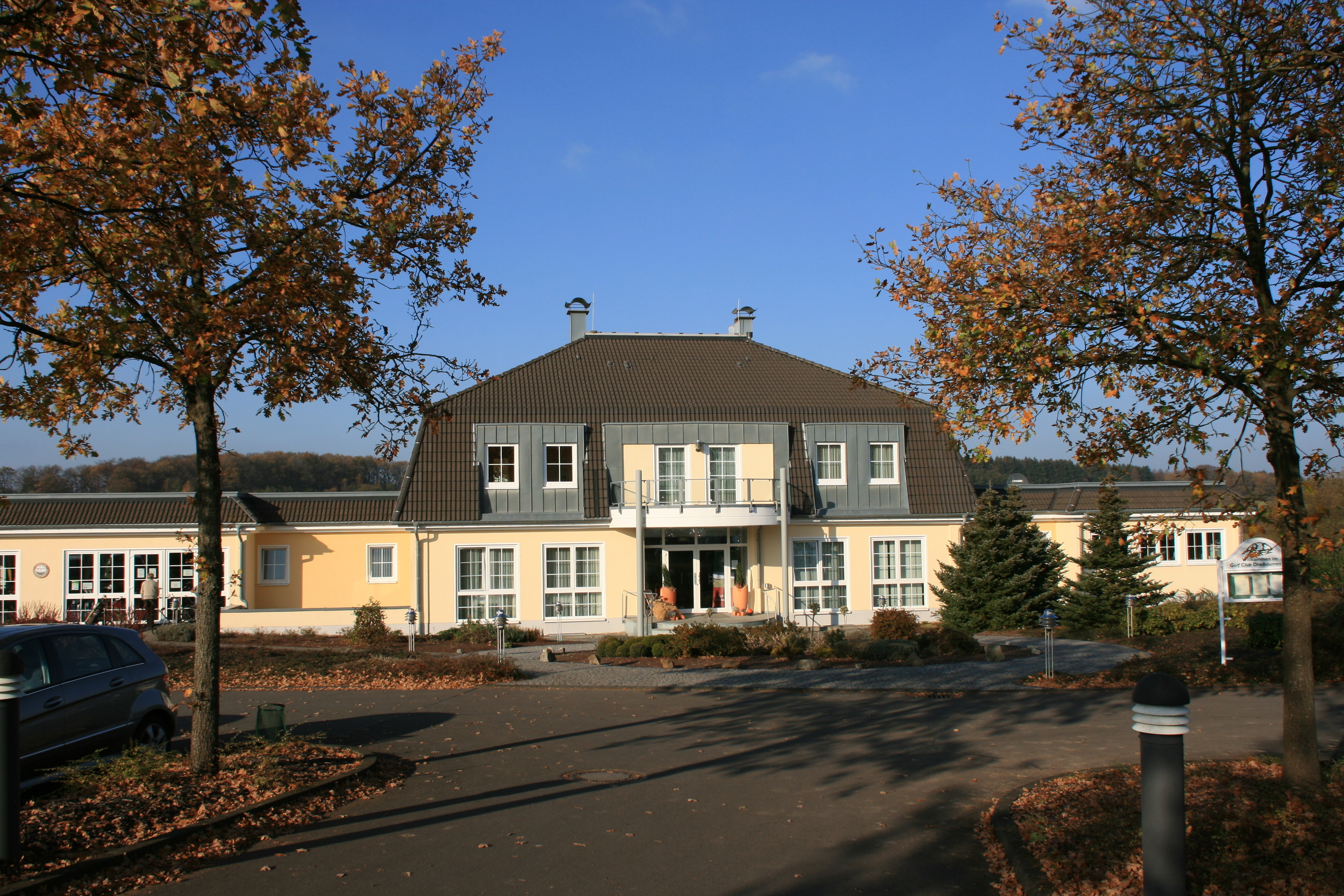
Golfplatz-Hotel – Stoote 1
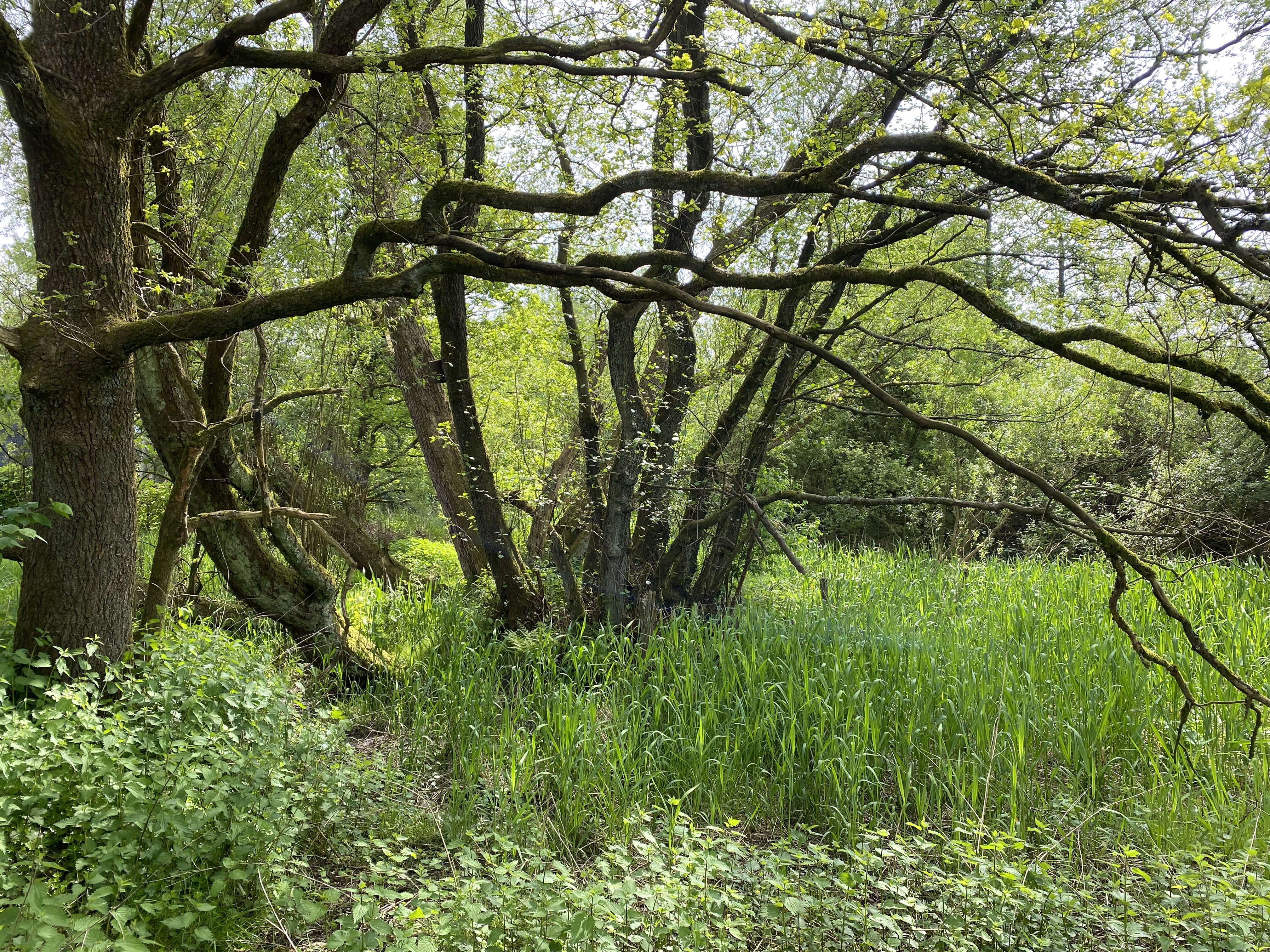
Quellgebiet der Dörpe in Stoote
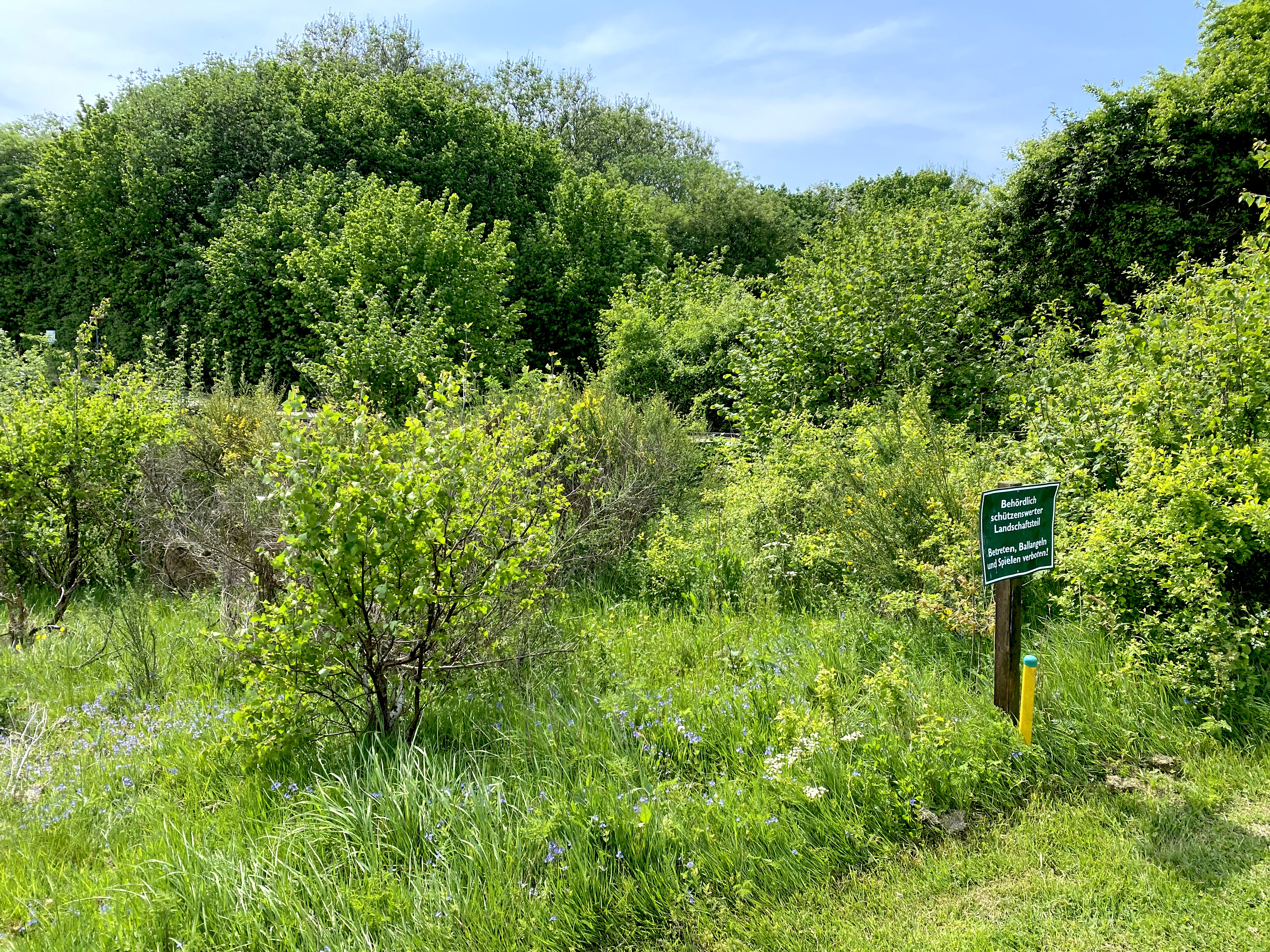
Naturschutzfläche